# Hydroptila moselyi
Hydroptila moselyi är en nattsländeart som beskrevs av Georg Ulmer 1932. Hydroptila moselyi ingår i släktet Hydroptila och familjen smånattsländor. Inga underarter finns listade i Catalogue of Life.